# Єнджеєво (Мазовецьке воєводство)
Єнджеєво (пол. Jędrzejewo) — село в Польщі, у гміні Сохоцин Плонського повіту Мазовецького воєводства.
Населення — 68 осіб (2011).
У 1975-1998 роках село належало до Цехановського воєводства.

## Демографія
Демографічна структура станом на 31 березня 2011 року:
|          | Загалом | Допрацездатний вік | Працездатний вік | Постпрацездатний вік |
| -------- | ------- | ------------------ | ---------------- | -------------------- |
| Чоловіки | 35      | 6                  | 25               | 4                    |
| Жінки    | 33      | 4                  | 19               | 10                   |
| Разом    | 68      | 10                 | 44               | 14                   |